# 阿罗马
阿罗马（法語：Aromas，法語發音：[aʁɔma]）是法国汝拉省的一个市镇，属于隆斯勒索涅区。2017年1月1日，市镇沙尔诺新城并入阿罗马。

## 地理
阿罗马（46°17'33"N, 5°28'50"E）面积25.80 平方千米，位于法国勃艮第-弗朗什-孔泰大區汝拉省，该省份为法国东部内陆省份，北起上索恩省，西北接科多尔省，西临索恩-卢瓦尔省，南至安省，东与杜省和瑞士接壤。
与阿罗马接壤的市镇（或旧市镇、城区）包括：尼维涅和叙朗、蒙兰西亚、蒙弗勒尔、科尔韦西亚、图瓦雷特-夸西亚、沃布勒-瓦尔凡、沙尔诺。
阿罗马的时区为UTC+01:00、UTC+02:00（夏令时）。

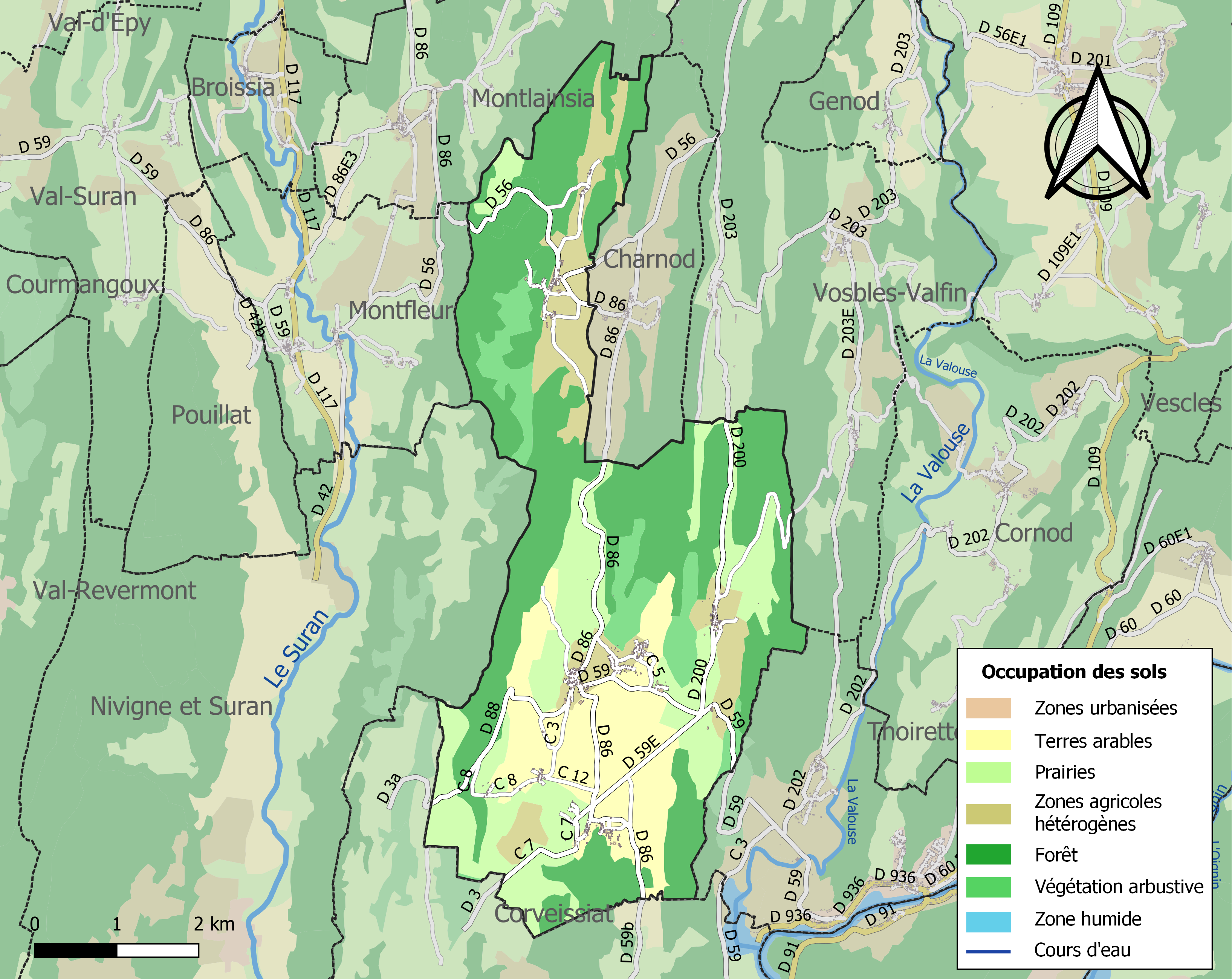
阿罗马的OSM定位图

## 行政
阿罗马的邮政编码为39240，INSEE市镇编码为39018。

## 政治
阿罗马所属的省级选区为穆瓦朗昂蒙塔涅县。

## 人口

1962-2008年间阿罗马人口变化图示

阿罗马于2022年1月1日时的人口数量为584人。